# 55 Cassiopeiae
55 Cassiopeiae är en dubbelstjärna och misstänkt variabel i stjärnbilden Cassiopeja. 
Stjärnan har visuell magnitud +6,1 och förter ljusvariationer utan fastställd amplitud eller periodicitet.